# 轉山

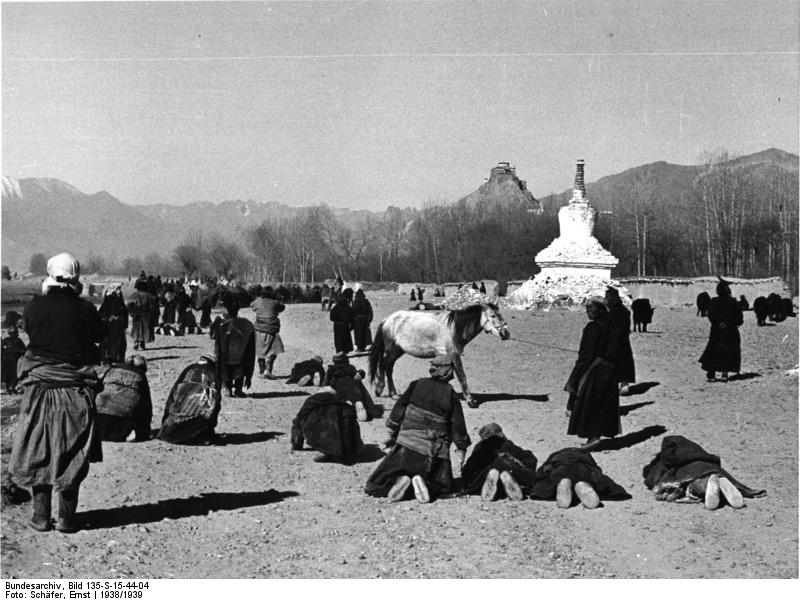
朝聖者抵達拉薩後開始磕长头。1938年。

轉山是一種藏傳佛教的朝聖（藏語：གནས་སྐོར，威利转写：gnas skor，nékor）簡述如下。

## 歷史和交通

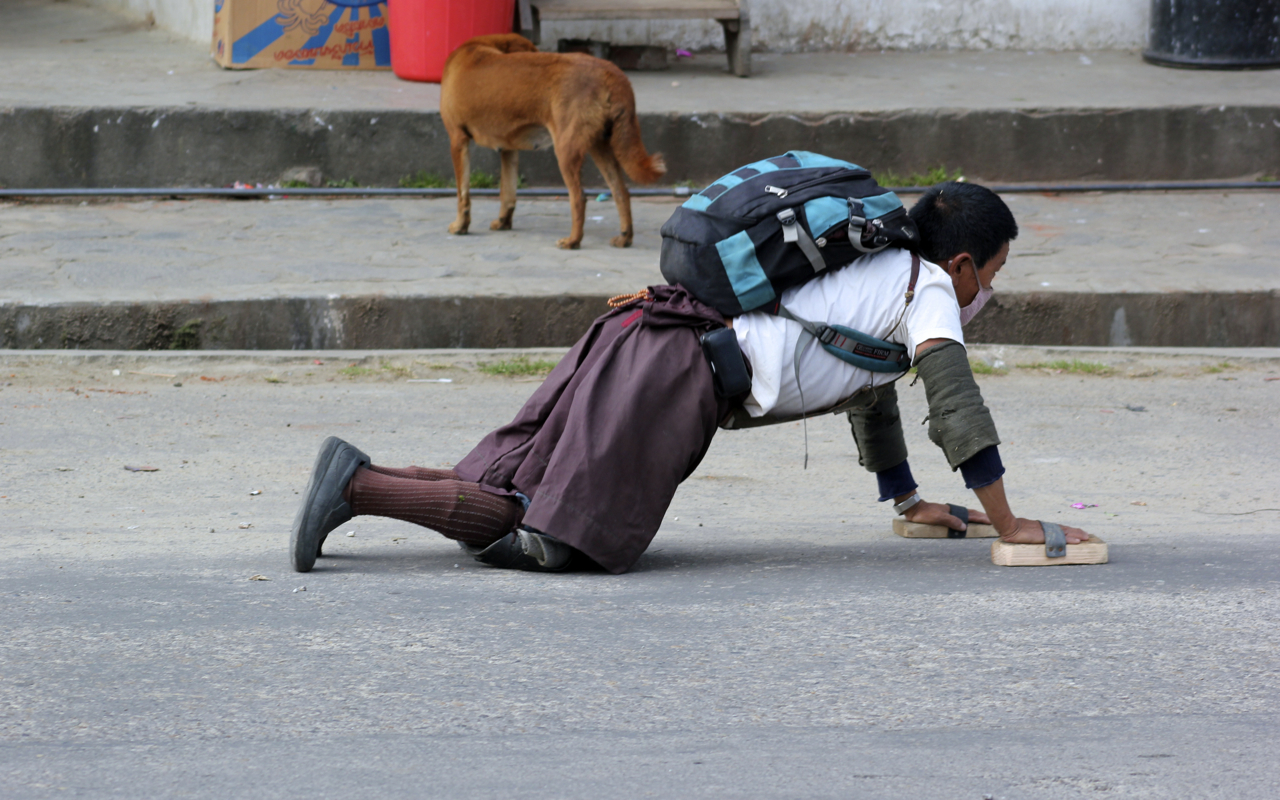
2014年在路上磕长头的朝聖者，柏油路、塑料鞋、登山背囊等均為現代工業品。

現代西藏的朝聖文化是於1980年代才興起的，那時西藏文革結束不久，社會運作恢復。據法國藏學家Katia Buffetrille親歷，1990年路上的朝聖者多坐馬車或氂牛拉車，而1999年路上則有不少開摩托車和長途大巴的朝聖者。這些車行駛的柏油路大多是1950年代西藏土地改革运动期間修建的（例如川藏公路和青藏公路）。
1980年代以前，拉薩轉山只有极少数西藏贵族和英雄才能做到。這是因為往拉薩的旅途至少半年，基於古代糧食不足、青藏高原地形歧嶇、氣候嚴寒、沿途人跡罕至补给困难。古人抵達佛寺不遠處方開始磕长头前進，從幾百里外的山間小徑開始磕长头則無可能。

## 目的地

### 岡仁波齊
位于西藏阿里的冈仁波齐峰是藏传佛教最著名的圣山。

### 阿尼玛卿山
阿尼玛卿山是安多藏區神山。對阿尼玛卿山朝聖的現代考證以法國藏學家Katia Buffetrille較聞名，她在1990、1992和2002年三度朝聖。